# レールパワー・テクノロジーズ
レールパワー・テクノロジーズは、カナダでハイブリッドディーゼル機関車など環境負荷の低い機関車を設計・製造する企業である。フランク・ドネリー(Frank Donnelly)とジェラルド・コルディク(Gerard Koldyk)により2001年に設立された。トロント証券取引所に株式公開されている。

## 製造車両

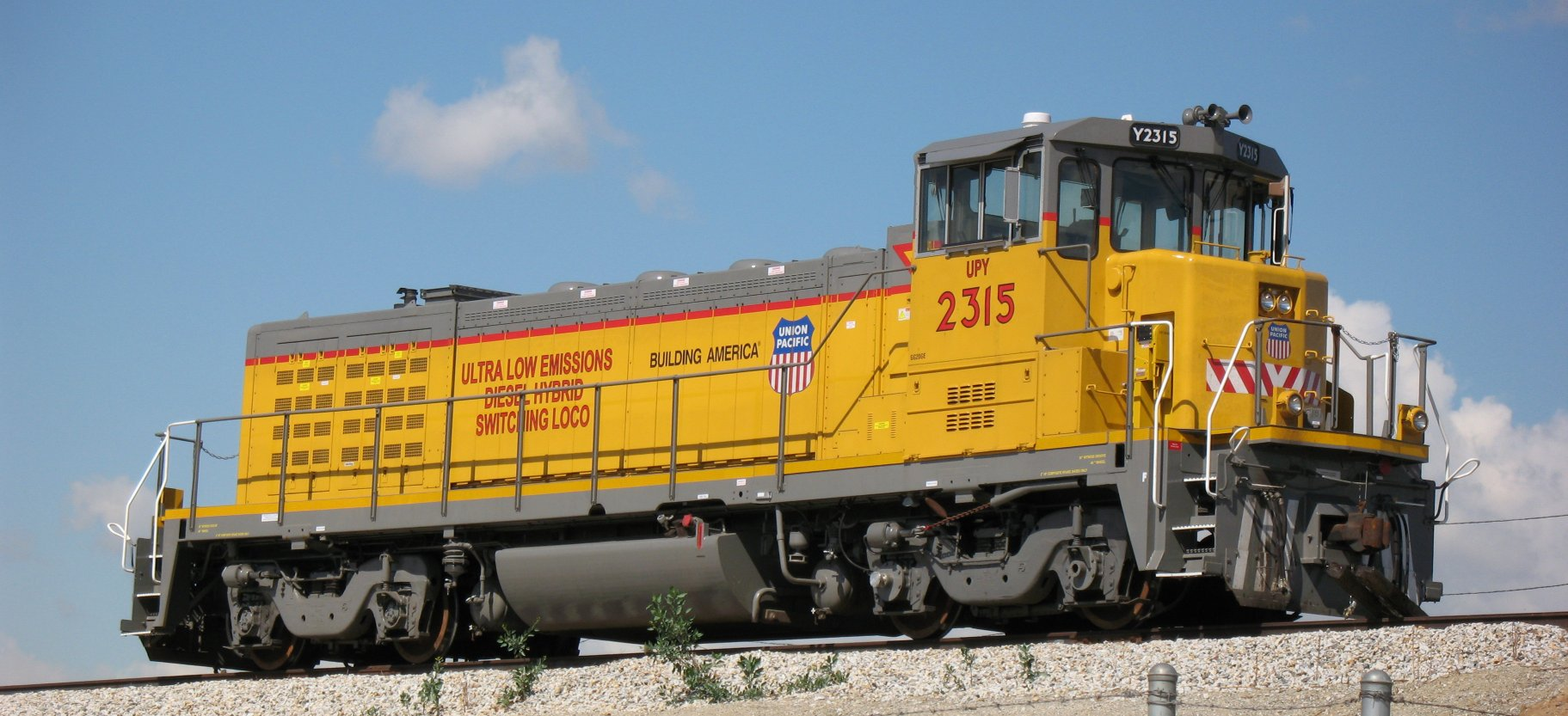
UPのY2315号。

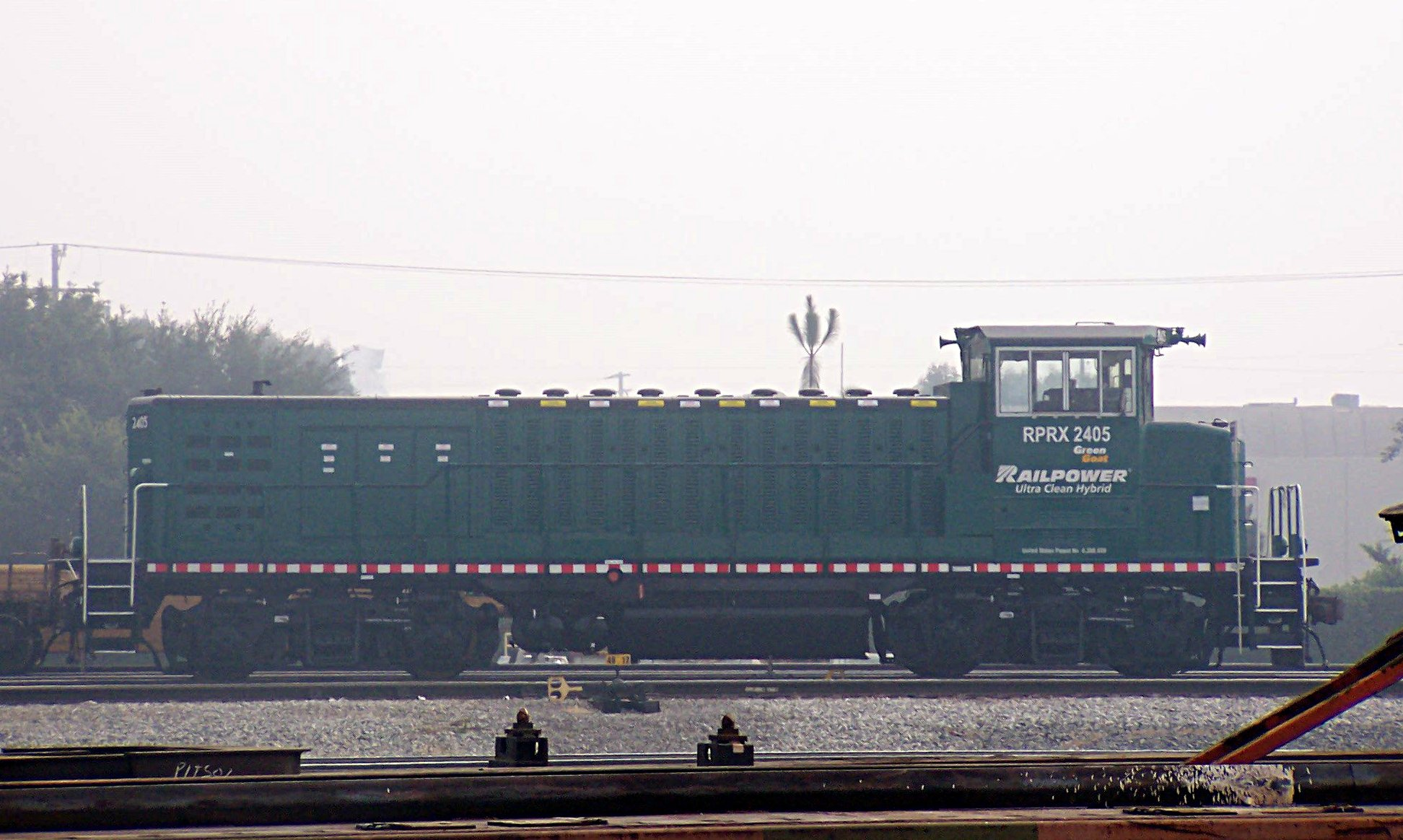
グリーン・ゴートのデモ車

レールパワーが製造する機関車は基本的にスイッチャーで、グリーン・ゴート(GG)と呼ばれるモデルとグリーン・キッド(GK)と呼ばれるモデルなどがある。どちらも中古の機関車をリビルドしたもので、主として待機時間が長い操車場で使用されている。
ハイブリッド機関車は環境負荷の低い小型のディーゼルエンジン(200〜500kW)と発電機を組み合わせたものを2基搭載してバッテリーを充電し、その電力で車両を動かす。また、このエンジンを3基搭載したディーゼル機関車もある。どちらも従来車種と比べて低燃費であり、窒素酸化物およびPMの排出を80〜90％低減している。
それぞれ種車からは台枠から下のみが流用されており、台枠の上はフード、運転室も含めて新製されている。導入したのは、カナダ太平洋鉄道(CP)、BNSF鉄道、カンザス・シティ・サザン鉄道(KCS)、ユニオン・パシフィック鉄道(UP)などで、BNSF用に製造した何両かは遠隔操作装置を備えているため、実質的にキャブレス(運転台のないもの)仕様である。
グリーンパワーは、こうした環境負荷の低い機関車製造で身につけた手法でクレーンも製造している。

## 車種一覧
| 形式     | 車軸配置 | 出力              | 製造初年 | 両数 | 備考                                               |
| -------- | -------- | ----------------- | -------- | ---- | -------------------------------------------------- |
| GGS2000D | B-B      | 2000馬力 (1470kW) | 2001     | 1    | グリーン・ゴート試作車 発電装置1組＋ハイブリッド。 |
| GG10B    | B-B      | 1000馬力 (735kW)  | 2005-    | 6    | グリーン・ゴート ハイブリッド。                    |
| GG20B    | B-B      | 2000馬力 (1470kW) | 2004-    |      | グリーン・ゴート 発電装置1組＋ハイブリッド。       |
| GK10B    | B-B      | 1350馬力 (1000kW) | 2003-    |      | グリーン・キッド ハイブリッド。                    |
| RP14BD   | B-B      | 1400馬力 (1030kW) | 2006-    |      | 発電装置2組。EMD SW1500形ベース                    |
| RP20BD   | B-B      | 2000馬力 (2000kW) | 2006-    |      | 発電装置3組。                                      |
| RP20CD   | C-C      | 2000馬力 (2000kW) |          |      | 発電装置3組。                                      |
| RP20BH   | B-B      | 2000馬力 (2000kW) | 2006-    |      | 発電装置2組＋ハイブリッド。                        |
| RP27CD   | C-C      | 2700馬力 (2000kW) |          |      | 発電装置4組。                                      |